# Vía Clodia
Vía Clodia (en latín Via Clodia) era el nombre de una calzada romana que tenía su inicio a unos 15 km de Roma. No se sabe cuándo se construyó, se estima que es del tiempo de la República y, como era costumbre, llevaba el nombre de su constructor, un personaje llamado Clodio. Era una bifurcación de la Vía Cassia. Pasaba por Sabate (Bracciano) y, paralela a la Vía Cassia pasaba por Blera, Tuscania y Saturnia. Parece que llegaba hasta Sena Julia (Siena) . 

## Itinerario de la Vía Clodia
Las estaciones son dadas de manera confusa en la Tabla de Peutinger: 
- Ad Sextum
- Careiae (Galera)
- Ad Novas
- Sabate (Bracciano)
- Forum Clodii
- Blera (Bieda)
- Marta (Ad Martam fluvium)
- Tuscania (Toscanella)
- Maternum (Farnese?)
- Saturnia (Satúrnia)